# Radiotelevisione Svizzera

Logo der RSI von Februar 2009 bis 2012

Logo der RTSI bis Februar 2009

Radiotelevisione Svizzera (RSI, Radio und Fernsehen der italienischsprachigen Schweiz, bis Februar 2009 RTSI) ist eine Unternehmenseinheit der SRG SSR mit Sitz in Lugano. Generaldirektor ist seit Dezember 2020 Mario Timbal, Leiter Radio sind Francesco Coluccia und Dino Balestra (ad interim, bis 2013 war Maurizio Canetta zweiter Radioleiter), Leiter Fernsehen ist Stefano Franchini. RSI hatte 2012 einen Personalbestand von 1'068 Vollzeitstellen. Der Betriebsaufwand für das Jahr 2012 betrug 239,3 Mio. Schweizer Franken.

## Programme
RSI betreibt derzeit drei Hörfunk- und zwei Fernsehkanäle (Stand der jeweiligen Marktanteile ist 2012):
- Rete Uno ist das meistgehörte Radioprogramm in der italienischsprachigen Schweiz. Es ist als klassisches Vollprogramm für breite Bevölkerungsschichten ausgelegt und wird Marktforschungsergebnissen zufolge auch entsprechend von fast allen Bevölkerungsteilen gehört. Der Marktanteil liegt in der italienischsprachigen Schweiz bei 47,2 %.
- Rete Due ist ein Kulturprogramm und hält einen Marktanteil von 5,0 %.
- Rete Tre richtet sich als musikalisches orientiertes Programm vor allem an jüngere Hörer. Der Marktanteil beträgt 18,0 %.
- RSI LA 1 ist ein Fernsehvollprogramm. Der Marktanteil beträgt 23,5 %.
- RSI LA 2 bringt vorwiegend Sportsendungen mit einem Marktanteil von 8,2 %.

## Empfang
Im Tessin und den italienischsprachigen Gemeinden Graubündens sowie angrenzenden Teilen Italiens sind alle Hörfunkprogramme von RSI über UKW zu empfangen. Rete Uno wird darüber hinaus auch in den anderen Teilen der Schweiz über UKW ausgestrahlt. LA 1 und LA 2 wurden bis zum 3. Juni 2019 in der italienischsprachigen Schweiz über DVB-T ausgestrahlt, die analoge Verbreitung wurde 2006 eingestellt. In der Deutschschweiz und der Romandie war allein LA 1 terrestrisch über DVB-T zu empfangen. Zwischen etwa 1990 und 2002 war dieses Programm bereits fast flächendeckend über eine analoge Senderkette nördlich der Alpen ausgestrahlt worden.
Alle Programme von LA 1 und LA 2 werden in verschlüsselter Form auch über den Satelliten Eutelsat Hotbird ausgestrahlt.